# هندسة بحرية
الهندسة البحرية (بالإنجليزية: Marine engineering)‏ هي أحد فروع الهندسة التي تعني بدراسة بناء وتصميم وصيانة المركبات البحرية والمنشآت البحرية وكذلك دراسة المحركات البحرية والألات المساعدة بكافة أنواعها وطرق صيانتها.

## التاريخ
يعتبر البعض أرخميدس أول مهندس بحري، بسبب الأنظمة البحرية التي قام بتطويرها في العصور القديمة، اما تاريخ الهندسة البحرية الحديثة يعود إلى بداية الثورة الصناعية في أوائل القرن الثامن عشر.